# Asociación Deportiva Municipal Grecia
L'Asociación Deportiva Municipal Grecia è una società calcistica costaricana con sede nella città di Grecia. Milita in Primera División, la massima serie del campionato costaricano.

## Storia
Nel 1998 un gruppo di persone di Grecia, guidato dall'ex deputato Everardo Rodríguez si dedicò nel compito di offrire una nuova opzione sportiva al cantone alajuelense, i "griegos" sentirono la necessità di contare su una squadra di calcio nella propria comunità, che li motivò a cercare una franchigia che desse loro l'opportunità di giocare nel calcio non amatoriale.
Il sogno dei griegos fu realtà quando presero la franchigia della squadra American FC di Alajuela, e così fu fondato il Municipal Grecia.
Il debutto si diede la domenica 13 settembre 1998 nell'estadio Luis Ángel Calderón, dove pareggiarono per 2 a 2, in quel primo anno si ubicarono in quarta posizione.
Nella stagione 2003-2004 ottennero il subcampionato di apertura, la finale la disputarono contro Cartagena, la prima partita la pareggiarono per 2 gol a 2 nell'estadio Allen Rigioni Suárez, ed in casa dei "pamperos" caddero 2 a 1, in quell'opportunità la stampa sportiva nominò il Municipal Grecia come squadra rivelazione della stagione.
Un anno dopo vinsero il gruppo 1 del torneo di apertura, ma furono eliminati in semifinale dalla squadra Fusión Tibás.
La principale figura formatasi nella squadra è Bryan Zamora, portiere del Puntarenas FC che fu dichiarato miglior portiere del torneo 2003-2004, designazione concessa dalla stampa sportiva.

## Palmarès

### Competizioni nazionali
- Segunda División de Costa Rica: 1

2016-2017

## Organico

### Rosa 2008-2009
| N. |                       | Ruolo | Calciatore            |
| -- | --------------------- | ----- | --------------------- |
|    | Costa Rica (bandiera) | C     | Cesar A. González     |
|    | Costa Rica (bandiera) | D     | Josue Salas           |
|    | Costa Rica (bandiera) | D     | Carlos Andres Aleman  |
|    | Costa Rica (bandiera) | C     | Gustavo Pérez         |
|    | Costa Rica (bandiera) | C     | Jóse O. Navarro       |
|    | Uruguay (bandiera)    | A     | Juan Martín Juárez    |
|    | Costa Rica (bandiera) | A     | Luis Guillermo Campos |
|    | Costa Rica (bandiera) | A     | Johnn A. Sánchez      |
|    | Costa Rica (bandiera) | D     | Jorge Luis Vargas     |
|    | Costa Rica (bandiera) | P     | José Cruz             |
|    | Costa Rica (bandiera) | C     | Oscar M. Fernández    |

| N. |                       | Ruolo | Calciatore           |
| -- | --------------------- | ----- | -------------------- |
|    | Costa Rica (bandiera) | D     | Oscar Madriz         |
|    | Costa Rica (bandiera) | A     | Gustavo Hernández    |
|    | Costa Rica (bandiera) | D     | Junior Rojas         |
|    | Costa Rica (bandiera) | C     | Logan Santamaría     |
|    | Costa Rica (bandiera) | D     | Alejandro Nuñez      |
|    | Costa Rica (bandiera) | C     | Rodolfo Arnáez       |
|    | Costa Rica (bandiera) | D     | Jefrry Muñoz         |
|    | Costa Rica (bandiera) | C     | Cesar Calderon       |
|    | Costa Rica (bandiera) | C     | Edder Antonio Nelson |
|    | Costa Rica (bandiera) | P     | Carlos Andres Mendez |
|    | Costa Rica (bandiera) | D     | Michael Mora         |